# Chillón
Chillón è un comune spagnolo di 1 937 abitanti situato nella comunità autonoma di Castiglia-La Mancia.